# Sorbus aronioides
Sorbus aronioides är en rosväxtart som beskrevs av Alfred Rehder. Sorbus aronioides ingår i släktet oxlar, och familjen rosväxter. Inga underarter finns listade i Catalogue of Life.